# Đại hội Thể thao Đông Nam Á 2029
Đại hội Thể thao Đông Nam Á 2029 tên chính thức là Đại hội thể thao Đông Nam Á XXXV, và được biết đến nhiều với cái tên Singapore 2029, là một sự kiện thể thao sẽ được tổ chức ở Singapore. Đây sẽ là lần thứ năm Singapore đăng cai tổ chức Đại hội Thể thao Đông Nam Á. Trước đây Singapore đã đăng cai 4 lần trước đó là vào các năm 1973, 1983, 1993 và 2015